# Yosuke Komuta
Yosuke Komuta (født 18. juli 1992) er en japansk fodboldspiller, som spiller for den japanske fodboldklub Thespakusatsu Gunma.